# Charli Kruse

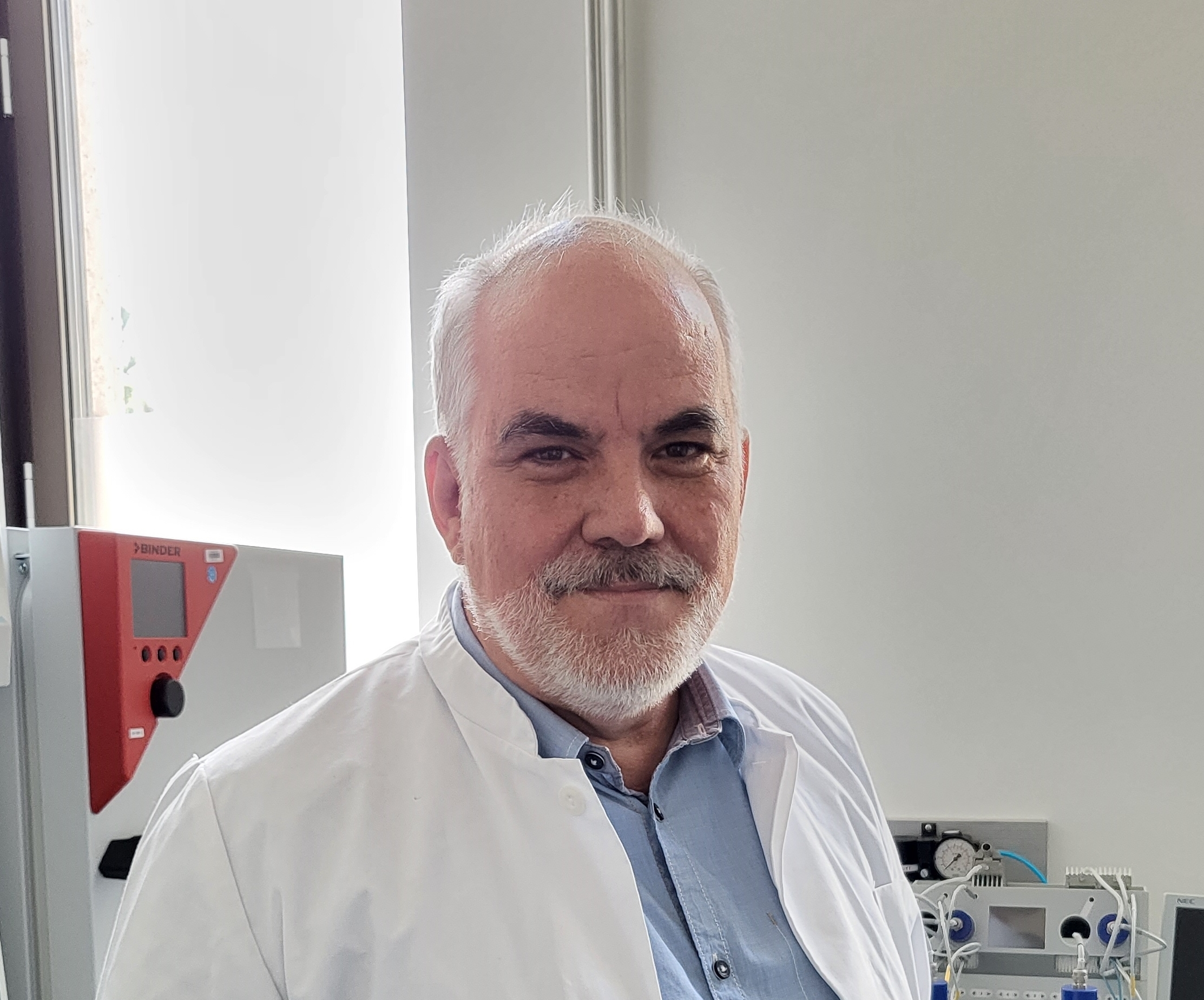
Charli Kruse (2022)

Charli Kruse (geboren am 17. Juli 1960 in Wismar) ist ein deutscher Biologe und seit 2012 Universitätsprofessor für Medizinische und Marine Biotechnologie an der Universität zu Lübeck.

## Leben
Kruse studierte von 1982 bis 1987 Marine Ökologie an der Universität Rostock. Seine Diplomarbeit verfasste er am Institut für Tierphysiologie der Universität Rostock zum Thema „Charakterisierung von Erythrozyten-Populationen bei der Salmo gairdneri Rich“ in seiner Zeit als wissenschaftlicher Assistent an der Universität (Sektion Biologie, Institut für Tierphysiologie). Dort erfolgte 1992 seine Promotion.
Kruse war von 1991 bis 2004 wissenschaftlicher Assistent am Institut für Medizinische Molekularbiologie der Medizinischen Universität zu Lübeck, wo er sich im Jahr 2000 im Fachgebiet „Molekulare Biologie“ habilitierte. Ab 2004 leitete er an der Universität zu Lübeck die Fraunhofer-IBMT-Arbeitsgruppe „Zelldifferenzierung und Zelltechnologie“. Im Jahr 2007 wurde er außerplanmäßiger Professor, 2012 folgte seine Ernennung zum Universitätsprofessor für Medizinische und Marine Biotechnologie der Universität zu Lübeck.
Von 2008 bis 2012 war Kruse Standortleiter der Fraunhofer-Einrichtung für Marine Biotechnologie. Dort war er 2011 Mitbegründer der Deutschen Gesellschaft Industrielle Zelltechnik. Seit 2012 war er zudem Einrichtungsleiter der Fraunhofer-Einrichtung für Marine Biotechnologie und Zelltechnik EMB, seit 2020 Einrichtung für Individualisierte und Zellbasierte Medizintechnik. 2020 wurde Kruse Leiter des assoziierten Fraunhofer-Entwicklungszentrums für Zelluläre und Marine Biotechnologie.
Seit 2022 ist Kruse Gesellschafter und wissenschaftlicher Leiter eines Unternehmens, das die industrielle Verwendung von Zelltechnik erforscht.

## Schwerpunkte
Kruses Forschungsschwerpunkte sind von der Molekularen Zellbiologie, der Zelldifferenzierung, der Zelltechnologie sowie der Manipulation lebender Zellen geprägt – sei es als Gründer des Arbeitskreises „Molekulare Zellbiologie“ an der Universität zu Lübeck, Organisator unterschiedlichster Veranstaltungen, oder beim Aufbau des zellbiologischen Praktikums für den neuen Studiengang Molekulare Biotechnologie (heute MLS).

## Mitgliedschaften (Auswahl)
- Vorstands-Mitglied Bundesverband Aquakultur (bis 2022[4][5])
- Mitglied im BDI-Ausschuss Umwelt, Technik und Nachhaltigkeit[1]

- Mitglied des Fachbeirats „Masterplan Marine Biotechnologie Schlesswig-Holstein“[6]
- Mitglied im Life Science Cluster von Hamburg und Schleswig-Holstein „Life Science Nord“[1]
- Beirat für Tiergartenbiologie, Zoologie und Ökologie am Tiergarten Schönbrunn[7]

## Publikationen (Auswahl)
- Möglichkeiten und Grenzen der Stammzelltherapie. In: Dieter Beckmann, Manfred Meister (Hrsg.): Technische Systeme für Biotechnologie und Umwelt. Verlag:  Inst. für Bioprozess- und Analysenmesstechnik, Heiligenstadt 2006, ISBN 3-00-018621-2, S. 9–13.

- Marine Bioökonomie. In: Daniela Thrän, Urs Moesenfechtel (Hrsg.): Das System Bioökonomie. Springer Spektrum, Berlin 2020, ISBN 978-3-662-60729-9, S. 107–125.